# قادر کامارا
قادر کامارا (انگلیسی: Kader Camara؛ زادهٔ ۱۸ مارس ۱۹۸۲) بازیکن فوتبال اهل گینه بود.
از باشگاه‌هایی که در آن بازی کرده است می‌توان به باشگاه فوتبال شوالان، باشگاه فوتبال قبله، و باشگاه فوتبال سرکل بروژ اشاره کرد.
وی همچنین در تیم ملی فوتبال گینه بازی کرده است.